# Marek Kachaniak
Marek Mieczysław Kachaniak (ur. 8 października 1961 w Warszawie) – polski pilot samolotowy, trzykrotny mistrz świata, trzykrotny mistrz Polski.
Należy do Aeroklubu Rzeszowskiego. Zdobył tytuły drużynowego mistrza świata w lataniu precyzyjnym w 2000 i 2009 oraz drużynowego mistrza świata w lataniu rajdowym w 2001. Brązowy medalista mistrzostw świata w lataniu precyzyjnym indywidualnie w 2009. Czterokrotny mistrz Polski (1995, 1997, 2004, 2011).
21 października 2013 został dyrektorem Departamentu Lotnictwa w Ministerstwie Transportu, Budownictwa i Gospodarki Morskiej (następnie w Ministerstwie Infrastruktury i Budownictwa). W 2014 kandydował bez powodzenia do sejmiku województwa podkarpackiego.